# Vitaliy Novakovskyi
Vitaliy Novakovskyi, né le 16 avril 1997,, est un coureur cycliste ukrainien. 

## Biographie
En 2014, Vitaliy Novakovskyi se classe deuxième du championnat d'Ukraine du contre-la-montre juniors et vingt-deuxième du championnat du monde du contre-la-montre juniors. L'année suivante, il remporte le titre national junior sur route et termine à nouveau deuxième du contre-la-montre. Il est également sélectionné en équipe nationale pour les championnats d'Europe juniors de Tartu, où il se classe quinzième de l'épreuve chronométrée et 85e de la course en ligne.  
Entre 2017 et 2019, il représente à plusieurs reprises son pays lors des championnats internationaux espoirs (moins de 23 ans). Durant cette période, il est notamment troisième du championnat d'Ukraine du contre-la-montre espoirs en 2018 et deuxième du championnat d'Ukraine sur route espoirs en 2019. Il quitte ensuite les rangs espoirs en 2020. Dans une saison perturbée par la pandémie de Covid-19, il parvient à prendre la quatrième place du championnat d'Ukraine du contre-la-montre, cette fois-ci chez les élites. 
En 2021, il rejoint la nouvelle équipe continentale ukrainienne Eurocar-Grawe Ukraine. Il se distingue en terminant quatrième du championnat d'Ukraine du contre-la-montre, huitième d'In the footsteps of the Romans (2e d'une étape) et neuvième du Tour de Szeklerland. 

## Palmarès et résultats

### Palmarès par année
- 2014
  - 2e du championnat d'Ukraine du contre-la-montre juniors
- 2015
  -  Champion d'Ukraine sur route juniors
  - 2e du championnat d'Ukraine du contre-la-montre juniors
- 2018
  - 3e du championnat d'Ukraine du contre-la-montre espoirs
- 2019
  - 2e du championnat d'Ukraine sur route espoirs
- 2023
  -  Champion d'Ukraine du contre-la-montre

### Classements mondiaux
| Année           | 2018   | 2019 | 2020   | 2021 |
| --------------- | ------ | ---- | ------ | ---- |
| UCI Europe Tour | 1 423e | 890e | 1 196e | 949e |